# 平成22年台風第13号
平成22年台風第13号（へいせい22ねんたいふうだい13ごう、アジア名：Megi / メーギー）は、2010年（平成22年）10月に発生し、フィリピンや華南等に大きな被害を出した台風である。同年に発生した台風の中では最も勢力が強いものであり、台風としては19年ぶりに中心気圧が900 hPa未満となった。

## 概要
| 進路図 |  |                        |
| 進路図 |  | 発生から消滅までの経過 |

10月10日にグアムの東南東で発生した熱帯低気圧（15W）が発達して、13日にマリアナ諸島沖で台風13号に変わり、アジア名「メーギー (Megi)」と命名された。命名国は韓国で、「ナマズ」を意味する。また、後にフィリピン大気地球物理天文局（PAGASA）の管轄領域に入ったため、フィリピン名「フアン (Juan)」と命名された。13号はその後も発達しながら西へ進み、18日午前9時過ぎ（JST）には、フィリピンの東海上で中心気圧885 hPa・最大風速65 m/s・最大瞬間風速72 m/sの猛烈な勢力にまで達し、「スーパー台風」となった。なお、台風の中心気圧が900 hPaを下回ったのは、21世紀に入ってからは初めてのことであり、1991年の台風28号以来、19年ぶりである。その後13号は、大型で猛烈な勢力を維持したままフィリピンのルソン島（イサベラ州）北東部に上陸。各地に被害をもたらした後、南シナ海を北上して、23日に中国福建省に再上陸し、後に華南で熱帯低気圧に変わった。
気象庁太平洋台風センターによると、この台風において885 hPaという非常に低い中心気圧が解析されたのは、米軍の航空機観測により実際に観測された信頼できる値が出たためであるという。現在、台風の中心気圧は基本的にドボラック法によって解析されているが、この方法が開始されてからは900hPa未満の気圧が推定されることは滅多にない。
また、この台風はルソン島に上陸する際、最盛期に近い中心気圧885 hPaで上陸したとみられており、過去10年間にフィリピンに上陸した台風の中では、上陸時の中心気圧が最も低かったという。
| 順位 | 台風               | 国際名  | 年     | 最大風速 (kt) |
| ---- | ------------------ | ------- | ------ | ------------- |
| 1    | 昭和54年台風第20号 | Tip     | 1979年 | 140           |
| 2    | 平成25年台風第30号 | Haiyan  | 2013年 | 125           |
| 2    | 平成22年台風第13号 | Megi    | 2010年 | 125           |
| 2    | 昭和57年台風第10号 | Bess    | 1982年 | 125           |
| 5    | 令和3年台風第2号   | Surigae | 2021年 | 120           |
| 5    | 令和2年台風第19号  | Goni    | 2020年 | 120           |
| 5    | 平成28年台風第14号 | Meranti | 2016年 | 120           |
| 5    | 平成3年台風第28号  | Yuri    | 1991年 | 120           |
| 5    | 平成2年台風第19号  | Flo     | 1990年 | 120           |
| 5    | 昭和61年台風第3号  | Lola    | 1986年 | 120           |
| 5    | 昭和60年台風第22号 | Dot     | 1985年 | 120           |
| 5    | 昭和59年台風第22号 | Vanessa | 1984年 | 120           |
| 5    | 昭和58年台風第5号  | Abby    | 1983年 | 120           |
| 5    | 昭和57年台風第21号 | Mac     | 1982年 | 120           |
| 5    | 昭和56年台風第22号 | Elsie   | 1981年 | 120           |
| 5    | 昭和55年台風第19号 | Wynne   | 1980年 | 120           |
| 5    | 昭和53年台風第26号 | Rita    | 1978年 | 120           |

| 順位 | 名称                              | 国際名  | 中心気圧 (hPa) | 観測年月日     | 観測地点       |
| ---- | --------------------------------- | ------- | -------------- | -------------- | -------------- |
| 1    | 昭和54年台風第20号                | Tip     | 870            | 1979年10月12日 | 沖ノ鳥島南東   |
| 2    | 昭和48年台風第15号                | Nora    | 875            | 1973年10月6日  | フィリピン東方 |
| 2    | 昭和50年台風第20号                | June    | 875            | 1975年11月19日 | マリアナ近海   |
| 4    | 狩野川台風 （昭和33年台風第22号） | Ida     | 877            | 1958年9月24日  | 沖ノ鳥島付近   |
| 5    | 昭和41年台風第4号                 | Kit     | 880            | 1966年6月26日  | 南大東島南方   |
| 5    | 昭和53年台風第26号                | Rita    | 880            | 1978年10月25日 | フィリピン東方 |
| 5    | 昭和59年台風第22号                | Vanessa | 880            | 1984年10月26日 | フィリピン東方 |
| 8    | 昭和28年台風第7号                 | Nina    | 885            | 1953年8月13日  | フィリピン東方 |
| 8    | 昭和34年台風第9号                 | Joan    | 885            | 1959年8月29日  | 宮古島南方     |
| 8    | 昭和46年台風第35号                | Irma    | 885            | 1971年11月12日 | フィリピン東方 |
| 8    | 昭和58年台風第10号                | Forrest | 885            | 1983年9月23日  | 沖ノ鳥島南方   |
| 8    | 平成22年台風第13号                | Megi    | 885            | 2010年10月17日 | フィリピン東方 |

## 被害・影響
台風が接近した台湾では記録的な大雨となり、12人が死亡した。23日に台風が上陸した中国福建省での被害も大きく、60万人以上が被災し、およそ450戸の住宅が倒壊したほか、2000隻余りの漁船が被害を受けたという。さらに、最も被害が顕著だったフィリピンでは、22日までに少なくとも26人の死亡が確認され、被害を受けた住宅の数は20万棟以上にのぼった。また日本では、18日から21日にかけて奄美地方に前線が停滞しており、さらに南シナ海にこの台風があったために、奄美地方では大気の状態が不安定となって雨雲が発達したため、豪雨による被害が発生した。
この台風による合計死者数は69人、行方不明者は4人となり、被害総額は8億ドル（USドル）近くに達した。